# Национальный аванпост
Национальный аванпост (исп. Avanzada Nacional) — чилийская крайне правая организация и политическая партия последних лет военной диктатуры. Создана ультраправыми активистами при активном участии тайной полиции СЕНИ. Поддерживала Правительственную хунту, выступала за дальнейшее правление генерала Пиночета. Потерпела поражение на выборах 1989 года.

## Политический проект пиночетизма
1983 год ознаменовался в Чили массовыми выступлениями против военной диктатуры Аугусто Пиночета. Несколько месяцев проводились дни национального протеста. Манифестации жёстко разгонялись полицией и карабинерами. Гражданские сторонники Правительственной хунты поначалу впали в растерянность, но к осени организовались для политического контрнаступления. Стратегическим центром выступил в Сантьяго интеллектуальный клуб Испанский круг (CE), организующей структурой — редакция пропиночетовского издания Avanzada — Аванпост. Ещё годом ранее румынский эмигрант-«легионер» Хория Сима, посетив Чили, рекомендовал создать общественное движение сторонников Пиночета. Военные власти проявили заинтересованность.
Инициатором стал Гуидо Поли — редактор журнала «Avanzada», агент тайной полиции ДИНА и СЕНИ. К нему присоединялись видные члены CE — юрист Серхио Миранда Каррингтон (бывший генеральный секретарь правоконсервативной Национальной партии), философ Хуан Антонио Уидоу (деятель национал-синдикалистского MRNS), католический священник и профессор теологии Освальдо Лира (деятель MRNS). Что не менее важно, Гуидо Поли согласовал свой план в СЕНИ. Его поддержали директор СЕНИ генерал Умберто Гордон, ведущий оперативник СЕНИ майор Альваро Корбалан, а также экс-директор ДИНА генерал Мануэль Контрерас.
11 сентября 1983 — 10-летие военного переворота, приведшего к власти Пиночета — прошёл крупный митинг сторонников режима. Десятки тысяч чилийцев собрались в Сантьяго на холме Сан-Кристобаль. Пафосную речь произнёс организатор пропиночетовской молодёжи Эрнан Морено. Он выразил «безмерную благодарность и восхищение высшему руководителю — президенту республики, членам Правительственной хунты, начальникам и подчинённым вооружённых сил, органов правопорядка и безопасности, которые на протяжении десяти лет мужественно защищают нашу священную свободу».

## Кадры и идеи национализма
Митинг на Сан-Кристобале считается актом днём основания партии Avanzada Nacional — Национальный аванпост (AN). (Первые три с половиной года существования AN запрет на политическое партии ещё не был снят, и AN функционировала в статусе общественной организации.) По стране прокатилась череда массовых акций в поддержку Пиночета и его режима. Президент Пиночет поблагодарил своих сторонников и особо упомянул AN, назвав «не партией, а союзом братских объятий по всей Чили».
Первым генеральным секретарём AN стал журналист «Avanzada» Сесар Идальго. Большинство активистов представляли националистически настроенную гуманитарную интеллигенцию. Привлекались популярные деятели культуры и эстрады. Гимн AN написал известный композитор-фольклорист Вилли Баскуньян, в партии состояли популярные певцы Хуан Антонио Лабра, Педро Мессоне, Антонио Сабалетта, телеведущие Хина Суаник и Кармен Ибаньес. Другую значительную категорию составили агенты СЕНИ, в партию вступил майор Корбалан. Возникло своеобразное распределение функций: представители интеллигенции взяли на себя партийную программу и агитацию, агенты тайной полиции — организаторскую деятельность.
Политическая программа сводилась к безоговорочной поддержке Пиночета. Представители AN даже вынуждены были особо заявлять, что их лояльность режиму «не является бездумной». Идеологически партия колебалась между национал-консерватизмом и неофашизмом. В документах AN говорилось об «институциональной демократии, социальной справедливости, порядке и прогрессе на основе националистического духа», о «совместном национальном действии, преодолевающем различия правых и левых». Партия выступала против тоталитарного марксизма и либеральной демократии с её «олигархическими сговорами». Экономическая доктрина основывалась на праве частной собственности и частной инициативы в рамках субсидиарного государства. Власть Пиночета рассматривалась как выражение чилийского национализма, Конституция 1980 года — как оптимальная государственная система.
Положение AN осложнялось острой политической конкуренцией. 15 октября 1983 — на той же волне пропиночетовских митингов и так же при участии Гуидо Поли — было создано Движение национального действия (MAN). Возглавляли MAN ультраправые журналисты Федерико Уиллоуби, Гастон Акунья и адвокат Пабло Родригес — политический советник Пиночета, ранее основатель и лидер подпольно-террористической Родины и свободы, много сделавшей для свержения Альенде. MAN выступало с более жёстких неофашистских позиций, позволяло себе некоторую оппозиционность, критиковало AN за «специфическое происхождение» — прозрачный намёк на прямое участие функционеров СЕНИ.

## Крайне правая партия
В марте 1987 года, в преддверии национального плебисцита, было разрешено создание политических партий. Ситуация подталкивала праворадикальные силы к организационно-политической консолидации. Объединение AN с MAN осуществилось на базе AN. 10 декабря 1987 Национальный аванпост был официально зарегистрирован как партия.
Первым президентом (председателем) AN стал агробизнесмен Бенхамин Матте Гусман, бывший активист PyL, известный ультраправыми взглядами; вице-президентом (заместителем председателя) — профессор философии Хосе Рамон Молина. Видную роль играл потомственный либеральный политик и крупный предприниматель-инвестор Хайме Бульнес Санфуэнтес. Молодёжную организацию AN возглавлял адвокат Патрисио Идальго Марин. Высшим моральным авторитетом партии являлась консервативная публицистка Элена Форнес, пользовавшаяся особым расположением Пиночета. Пост генерального секретаря занимал академик-юрист Карлос Крус Коке, затем политолог Густаво Куэвас Фаррен и Элена Форнес.
Партийной эмблемой являлась кокарда со звездой в цветах чилийского знамени. Как символ использовалось также изображение рейтарского меча на чёрном щите.
AN выдвинула четыре основных политических принципа: легитимность переворота 11 сентября 1973 и военного режима, соблюдение Конституции 1980 года, полная поддержка Аугусто Пиночета, категорическое отвержение марксистского терроризма. Идеологически партия сдвинулась в праворадикальном, неофашистском направлении. Отмечались даже пронацистские тенденции, черты сходства с НСДАП, хотя публичные высказывания такого рода дезавуировались руководством.
Последние годы военного режима партия AN занимала определённые позиции в аппарате власти. Под контролем AN находились до семидесяти муниципалитетов (примерно каждый пятый в стране). Основную поддержку партия встречала среди военных, зажиточных слоёв городского среднего класса, фермеров южных регионов. Была создана сеть территориальных отделений, молодёжная организация и военизированное крыло (Barbudos — Бородатые). Партийную силовую структуру отладили офицеры СЕНИ. Кадры Barbudos набирались в основном из люмпенской молодёжи и использовались как подсобная сила при задержаниях, обысках и допросах.
Однако Правительственная хунта и сам президент Пиночет отдавали предпочтение более крупным формациям — Национальному обновлению (RN) и Независимому демократическому союзу (UDI). Эти партии, так же лояльные режиму, стояли на позициях политического консерватизма и экономического либерализма без ультраправого уклона.

## Поражения на референдуме и выборах
AN призывала избирателей ответить «Да» на общенациональном референдуме 5 октября 1988 года — и тем самым продлить на восемь лет правление Пиночета. Партия активно вела соответствующую агитацию, считая основной своей задачей. Однако большинство избирателей ответили «Нет», и Пиночет принял этот результат. Началась интенсивная подготовка к многопартийным выборам.
Уже 24 октября партия AN вошла в коалицию Единый национальный альянс (AUN) — вместе с Партией Юга, Социал-демократической партией, Большим гражданским фронтом, Либерально-демократической партией. Через два дня учредилась Демократическая конфедерация (CODE) — к AUN присоединились Национальная партия, Радикальная демократия, Свободный демократический центр, Демократическая партия Чили, ещё несколько организаций. Вскоре коалиция распалась, не сумев согласовать кандидатов по округам. В итоге был создан Альянс Центра (AC) между AN и «Радикальной демократией».
С лета 1988 года президентом AN был Серхио Миранда Каррингтон — крайний националист, приверженец фалангистских идей Хосе Антонио Примо де Риверы. В августе 1989 года его сменил Альваро Корбалан. Это явилось крупной политической ошибкой из-за весьма одиозной репутации офицера СЕНИ. Впоследствии Корбалан был приговорён к пожизненному заключению за тайные убийства, произвольные аресты и похищения людей (также он был известен склонностью к бытовому разгулу). В ноябре на пост президента вернулся Миранда Каррингтон, но AN уже заработал репутацию «партии Корбалана».
Реальное руководство AN сосредоточил Пабло Родригес. Он выступал с жёстких праворадикальных позиций, призывал создать националистический фронт — антикоммунистический, антиимпериалистический, антиолигархический и антиклерикальный. Но риторика «Родины и свободы» из времён тотальной конфронтации начала 1970-х не была адекватна совсем иным трендам конца 1980-х годов.
AN настаивала на президентской кандидатуре Пиночета. Однако хунта и сам Пиночет предпочли сохранить за генералом пост главнокомандующего вооружёнными силами Чили без политической должности. Тогда свою кандидатуру предложил Пабло Родригес. Его поддержали радикалы из молодёжной организации («на период, пока генерал Пиночет не согласится баллотироваться в президенты»). Но многие члены партии не принимали лидерства Родригеса. В частности, решительно против выступил Бульнес Санфуэнтес, считавший, что экстремизм в духе PyL означает разрыв с консервативной элитой. С другой стороны, поддержка «праволиберальных технократов» из UDI и RN также была неприемлема для большинства партии. Хосе Рамон Молина пытался договориться с правоцентристами, но признал бесперспективность. Он заявил, что поддержка Эрнана Бучи, выдвинутого консервативно-либеральной пропиночетовской коалицией Демократия и прогресс, «неизбежно приведёт к поражению» (что в итоге и произошло).
В результате единой позиции по президентской кандидатуре выработать не удалось. Многие активисты AN вынужденно поддержали Эрнана Бучи. Более радикальные, ориентированные на Родригеса, голосовали за Франсиско Хавьера Эррасуриса Талаверу — предпринимателя с авантюрной репутацией, поддержанного коалицией пропиночетовских либерал-социалистов. Партия не видела для Чили иного национального лидера, кроме Аугусто Пиночета.
Парламентские и президентские выборы состоялись в Чили 14 декабря 1989 года. AN получила всего 57574 голоса — 0,85 % (AC — 2,62 %). Ни один из 26 кандидатов партии и 62 кандидатов альянса не был избран в Национальный конгресс Чили. Победу одержала центристская Христианско-демократическая партия (ХДП), президентом избран Патрисио Эйлвин.
Национальный аванпост недолго просуществовал после поражения на выборах. Возглавлял партию Серхио Миранда Каррингтон. В мае 1990 года AN, «Радикальная демократия» и Национальная партия объединились в консервативно-националистическую Национальную демократию центра (DNC). Вскоре DNC раскололась на национал-либеральный Прогрессивный союз центристского центра и новую Национальную партию.

## Попытка воссоздания
В демократической Чили Пабло Родригес и Серхио Миранда Каррингтон занимались адвокатской практикой: первый защищал Пиночета, второй — Контрераса. Поли и Корбалан были привлечены к судебной ответственности за репрессии пиночетовской эры. Патрисио Идальго Марин осуждён за незаконное предпринимательство. Элена Форнес с группой единомышленников создали Корпорацию 11 сентября — для защиты и пропаганды наследия Пиночета.
В 2012—2013 годах, на фоне массовых протестов, группа ветеранов и активистов пиночетизма попыталась восстановить Национальный аванпост. Обращение подписала Элена Форнес — как «исторический лидер AN». Она заявила о своём разочаровании в президенте Себастьяне Пиньере и партиях UDI и RN, которые не выполнили обещаний пересмотреть приговоры бывшим военным, осуждённым за пиночетовские репрессии. Наибольшую активность удалось развить в Био-Био, Араукании и Лос-Лагосе, но без серьёзных электоральных результатов. Правые силы Чили группируются в коалиции Чили, вперёд!, основу которой составляют UDI и RN.